# Grand-Theft-Auto-IV-Soundtrack
Der Soundtrack des Videospiels Grand Theft Auto IV besteht aus verschiedenen in-game Radiostationen. Diese Sender können in Fahrzeugen, Booten, Flugobjekten sowie im Startmenü gehört werden. Im Spiel existieren 19 in-game Radiosender (+ Independence FM in der PC-Version) mit mehr als 200 Titeln.
Beim Kauf der Add-ons Grand Theft Auto IV: The Lost and Damned und Grand Theft Auto: The Ballad of Gay Tony werden pro Erweiterung über 50 neue Songs zu den Radiosendern hinzugefügt.
Aus lizenzrechtlichen Gründen wurde am 26. April 2018 für alle Versionen ein Update verteilt, das über 40 Songs aus dem Ingame-Soundtrack entfernt und durch 11 neue ersetzt.
Michael Hunter komponierte und produzierte weitere Musik für die Filmsequenzen.

## Radiosender (Musik)

### The Beat 102.7
DJ: Mister Cee, DJ Green Lantern, Funkmaster Flex¹ and Statik Selektah¹

Genre: Hip-Hop, Gangsta-Rap, Eastcoast-Hip-Hop, R&B
Tracks:
- Swizz Beatz – Top Down
- Nas – War is Necessary
- Kanye West ft. Dwele – Flashing Lights
- Joell Ortiz ft. Jadakiss & Saigon – Hip Hop (Remix)
- Fat Joe ft. Lil Wayne – The Crackhouse³
- Mobb Deep – Dirty New Yorker
- Ghostface Killah ft. Kid Capri – We Celebrate
- Styles P. ft. Sheek Louch & Jadakiss – Blow Ya Mind (Remix)
- Papoose – Stylin' ³
- Styles P. – What's the Problem
- Uncle Murda – Anybody Can Get It
- Qadir – Nicknames
- Busta Rhymes – Where's My Money
- Maino – Getaway Driver
- Red Cafe – Stick'm
- Tru-Life – Wet 'em Up
- Johnny Polygon – Price on Your Head
- Busta Rhymes ft. Ron Browz – Arab Money¹
- T.I. ft. Swizz Beatz – Swing Ya Rag¹
- Ron Browz – Jumping (Out the Window)¹
- DJ Khaled ft. Kanye West & T-Pain – Go Hard¹
- Kardinal Offishall ft. Akon & Sean Paul – Dangerous (Remix)¹
- John Legend ft. André 3000 – Green Light¹
- Kanye West – Love Lockdown¹
- B.o.B – Auto-Tune¹
- Termanology – Here in Liberty City¹
- Freeway – Carjack¹
- Saigon – Spit¹
- Skyzoo – The Chase Is On¹
- Consequence – I Hear Footsteps¹
- Talib Kweli – My Favorite Song¹
- Busta Rhymes ft. Young Jeezy & Jadakiss – Respect My Conglomerate¹

¹ Songs nach Kauf von Grand Theft Auto IV: The Lost and Damned & Grand Theft Auto: Episodes from Liberty City.

³ Songs wurden durch ein Update entfernt

### The Classics 104.1
Nicht in Grand Theft Auto: Episodes from Liberty City enthalten
DJ: Mixed by DJ Premier

Genre: Hip-Hop/Golden Age
Tracks:
- Group Home – Supa Star
- Brand Nubian – All for One³
- Special Ed – I Got It Made
- Jeru the Damaja – D. Original
- Marley Marl ft. Craig G – Droppin' Science³
- MC Lyte – Cha Cha Cha
- Audio Two – Top Billin'
- Stetsasonic – Go Stetsa I
- T La Rock & Jazzy Jay – It's Yours
- Gang Starr – Who's Gonna Take the Weight?
- Main Source ft. Nas & Akinyele – Live at the Barbeque

³ Songs wurden durch ein Update entfernt

### Electro-Choc
DJ: François K and Crookers²

Genre: Electro-House, Electro-Rock, diverse Electro-Genres²
Tracks:
- Padded Cell – Signal Failure
- Black Devil Disco Club – The Devil In Us (Dub)
- One + One – No Pressure (Deadmau5 Remix)
- Alex Gopher – Brain Leech (Bugged Mind Remix)
- K.I.M. – B.T.T.T.T.R.Y. (Bag Raiders Remix)
- Simian Mobile Disco – Tits & Acid
- Nitzer Ebb – Let Your Body Learn
- Kavinsky – Testarossa (SebastiAn Remix)
- Chris Lake vs. Deadmau5 – I Thought Inside Out (Original Mix)
- Boys Noize – & Down
- Justice – Waters of Nazareth
- Killing Joke – Turn to Red
- Playgroup – Make It Happen (instrumental version)
- Liquid Liquid – Optimo
- Major Lazer ft. Leftside & Supahype – Jump Up²
- Crookers ft. Kelis – No Security²
- Boy 8-Bit – A City Under Siege²
- Crookers (ft. Kardinal Offishall & Carla Marie) – Put Your Hands on Me (Acapella)²
- The Chemical Brothers – Nude Night²
- Crookers (ft. Solo) – Bad Men²
- Miike Snow – Animal (Acapella)²
- Jahcoozi – Watching You (Oliver $ Remix)²
- Crookers (ft. Nic Sarno) – Boxer²
- SonicC – Stickin²
- Black Noise – Knock You Out (Andy George Remix)²
- Mixhell (ft. Jen Lasher & Oh Snap) – Boom Da (Crookers Mix)²
- Daniel Haaksman ft. Mc Miltinho – Kid Conga²

² Songs nach Kauf von Grand Theft Auto: The Ballad of Gay Tony und Grand Theft Auto: Episodes from Liberty City

### Fusion FM
Nicht in Grand Theft Auto: Episodes from Liberty City enthalten
DJ: Roy Ayers

Genre: Fusion, Jazzfunk, Jazzrock, Acid Jazz, Nu Jazz
Tracks:
- David Axelrod and David McCallum – The Edge
- Roy Ayers – Funk in the Hole
- Gong – Heavy Tune
- David Axelrod – Holy Thursday
- Grover Washington Jr. – Knucklehead
- Aleksander Maliszewski – Pokusa
- Ryō Kawasaki – Raisins
- Marc Moulin – Stomp
- Billy Cobham – Stratus
- Tom Scott & The L.A. Express – Sneakin' in the Back

### IF99 – International Funk
Nicht in Grand Theft Auto: Episodes from Liberty City enthalten
DJ: Femi Kuti

Genre: Funk, Afrobeat
Tracks:
- Lonnie Liston Smith – A Chance for Peace
- War – Galaxy
- The O’Jays – Give the People What They Want
- Gil Scott-Heron – Home Is Where the Hatred Is³
- The Meters – Just Kissed My Baby
- Mandrill – Livin' It Up
- Manu Dibango – New Bell
- Fela Kuti – Sorrow, Tears & Blood
- Femi Kuti – Truth Don Die
- Creative Source – Who Is He and What Is He to You
- Hummingbird – You Can't Hide Love
- Fela Kuti – Zombie

³ Songs wurden durch ein Update entfernt

### JNR – Jazz Nation Radio 108.5
Nicht in Grand Theft Auto: Episodes from Liberty City enthalten
DJ: Roy Haynes

Genre: Jazz
Tracks:
- Count Basie – April in Paris
- John Coltrane – Giant Steps
- Chet Baker – Let's Get Lost
- Art Blakey & The Jazz Messengers – Moanin'
- Miles Davis – Move
- Charlie Parker – Night and Day
- Roy Haynes – Snap Crackle
- Sonny Rollins – St. Thomas
- Duke Ellington – Take the “A” Train
- Dizzy Gillespie – Whisper Not (Big Band)

### The Journey
Nicht in Grand Theft Auto: Episodes from Liberty City enthalten
DJ: Eine Computerstimme

Genre: Ambient, Chill Out, Minimal Music, New Age, Elektronische Musik
Tracks:
- Global Communication – 5:23 (auch bekannt als Maiden Voyage)
- Terry Riley – A Rainbow in Curved Air³
- Steve Roach – Arrival
- Michael Shrieve – Communique: 'Approach Spiral' ³
- Jean Michel Jarre – Oxygène (Part IV)
- Philip Glass – Pruit Igoe
- Tangerine Dream – Remote Viewing
- Aphex Twin – Selected Ambient Works Volume II CD2 TRK5
- Ray Lynch – The Oh of Pleasure

³ Songs wurden durch ein Update entfernt

### K109 The Studio
DJ: Karl Lagerfeld

Genre: Disco
Tracks:
- Peter Brown – Burning Love Breakdown
- Tamiko Jones – Can't Live Without Your Love³
- Gino Soccio – Dancer
- Suzy Q – Get On Up and Do It Again
- Electrik Funk – On a Journey
- Raymond Donnez – Standing in the Rain
- Cerrone – Supernature
- Rainbow Brown – Till You Surrender
- Harry Thumann – Underwater
- Skatt Brothers – Walk the Night
- Change – A Lover's Holiday²
- Rufus (ft. Chaka Khan) – Any Love²
- The Fatback Band – (Are You Ready) Do the Bus Stop²
- A Taste of Honey – Boogie Oogie Oogie²
- The Trammps – Disco Inferno²
- Creme d'Cocoa – Doin' the Dog²
- Chic – Everybody Dance²
- Sister Sledge – He's the Greatest Dancer²
- Sylvester – I Need You²
- Patrick Cowley – Menergy²
- Stephanie Mills – Put Your Body In It²
- Dan Hartman – Relight My Fire²
- Peaches & Herb – Shake Your Groove Thing²
- Rose Royce – Still in Love² ³
- The Machine – There But For the Grace of God Go I²
- Candi Staton – Young Hearts Run Free²

² Songs nach Kauf von Grand Theft Auto: The Ballad of Gay Tony und Grand Theft Auto: Episodes from Liberty City

³ Songs wurden durch ein Update entfernt

### LCHC – Liberty City Hardcore
DJ: Jimmy Gestapo and Max Cavalera¹

Genre: Hardcore Punk, New York Hardcore, diverse Extreme-Metal¹-Genres
Tracks:
- Murphy’s Law – A Day in the Life
- Maximum Penalty – All Your Boyz
- Underdog – Back to Back
- Leeway – Enforcer³
- Sick of It All – Injustice System!
- Cro-Mags – It's the Limit³
- Sheer Terror – Just Can't Hate Enough (Live)
- Bad Brains – Right Brigade
- Killing Time – Tell Tale
- Agnostic Front – Victim in Pain
- At the Gates – Slaughter of the Soul¹
- Drive By Audio – Jailbait¹ (nicht in Grand Theft Auto: Episodes from Liberty City)
- Celtic Frost – Inner Sanctum¹
- Entombed – Drowned¹
- Sepultura – Dead Embryonic Cells¹
- Deicide – Dead by Dawn¹
- Cannibal Corpse – I Cum Blood¹
- Bathory – Call from the Grave¹ ³
- Kreator – Awakening of the Gods¹
- Terrorizer – Fear of Napalm¹

¹ Songs nach Kauf von Grand Theft Auto IV: The Lost and Damned und Grand Theft Auto: Episodes from Liberty City.

³ Songs wurden durch ein Update entfernt

### Liberty Rock Radio 97.8
DJ: Iggy Pop

Genre: Classic Rock, diverse Rock-Genres, Heavy Metal
Tracks:
- The Smashing Pumpkins – 1979³
- Godley & Creme – Cry
- The Sisters of Mercy – Dominion/Mother Russia
- Stevie Nicks – Edge of Seventeen³
- Electric Light Orchestra – Evil Woman³
- David Bowie – Fascination³
- Hello – New York Groove
- Black Sabbath – Heaven and Hell³
- Bob Seger & the Silver Bullet Band – Her Strut
- The Stooges – I Wanna Be Your Dog
- Genesis – Mama
- Q Lazzarus – Goodbye Horses
- Queen – One Vision
- The Black Crowes – Remedy
- Joe Walsh – Rocky Mountain Way
- Heart – Straight On
- Steve Marriott’s All Stars – Cocaine
- Thin Lizzy – Jailbreak
- The Who – The Seeker
- Elton John – Street Kids
- ZZ Top – Thug
- R.E.M. – Turn You Inside-Out
- Nazareth – Hair of the Dog¹
- Styx – Renegade¹
- Rod Stewart – Every Picture Tells a Story¹
- Lynyrd Skynyrd – Saturday Night Special¹
- The James Gang – Funk #49¹
- Edgar Winter Group – Free Ride¹
- Aerosmith – Lord of the Thighs¹
- Deep Purple – Highway Star¹
- AC/DC – Touch Too Much¹ ³
- Foghat – Drivin' Wheel¹
- The Doors – Five to One¹ ³
- Alice Cooper – Go to Hell¹
- Jefferson Starship – Jane¹ ³
- Iron Maiden – Run to the Hills¹ ³
- Mötley Crüe – Wild Side¹
- Saxon – Wheels of Steel¹
- The Doobie Brothers – China Grove¹
- Bon Jovi – Wanted Dead or Alive¹

¹ Songs nach Kauf von Grand Theft Auto IV: The Lost and Damned und Grand Theft Auto: Episodes from Liberty City.

³ Songs wurden durch ein Update entfernt

### Massive B Soundsystem 96.9
Nicht in Grand Theft Auto: Episodes from Liberty City enthalten
DJ: Bobby Konders

Genre: Dancehall
Tracks:
- Burro Banton – Badder Den Dem (No Borders Riddim)
- Choppa Chop – Set It Off (No Borders Riddim)
- Mavado – Real McKoy (Anger Management Riddim)
- Jabba – Raise It Up (Marchout Riddim)
- Bunji Garlin – Brrrt (Marchout Riddim)
- Richie Spice – Youth Dem Cold (Truth and Rights Riddim)
- Chuck Fenda – All About Da Weed (Truth and Rights Riddim)
- Chezidek – Call Pon Dem (Kingdom Riddim)
- Mavado – Last Night (Show Off Riddim)
- Spragga Benz – Da Order (Show Off Riddim)
- Bounty Killer – Bullet Proof Skin (Show Off Riddim)
- Shaggy – Church Heathen (Church Riddim)
- Munga – Mi Fraid (Artillery Riddim)
- Buju Banton – Driver (Taxi Riddim)

### Radio Broker
DJ: Juliette Lewis

Genre: Alternative Rock, Indie-Rock, Electropunk
Tracks:
- The Boggs – Arm In Arm (Shy Child Mix)
- Cheeseburger – Cocaine
- Get Shakes – Disneyland, Pt 1
- LCD Soundsystem – Get Innocuous!
- The Prairie Cartel – Homicide³ (999 cover)
- Juliette and the Licks – Inside the Cage (Gilmore Girls remix)*
- Unkle ft. The Duke Spirit – Mayday
- The Rapture – No Sex for Ben
- Tom Vek – One Horse Race
- Teenager – Pony
- Les Savy Fav – Raging in the Plague Age
- White Light Parade – Riot in the City
- Deluka – Sleep Is Impossible
- The Black Keys – Strange Times
- The Pistolas – Take It with a Kiss
- Ralph Myerz and the Jack Herren Band – The Teacher³
- Greenskeepers – Vagabond
- Whitey – Wrap It Up
- !!! – Yadnus (Still Going to the Roadhouse mix)
- Blonde Acid Cult – Shake It Loose¹
- Kill Memory Crash – Hell on Wheels¹
- Magic Dirt – Get Ready to Die¹
- Brazilian Girls – Nouveau Americain¹
- Freeland – Borderline¹
- Kreeps – The Hunger (Blood in My Mouth)¹
- Japanther – Radical Businessman¹
- Foxylane – Command¹
- Monotonix – Body Language¹
- Game Rebellion – Dance Girl (GTA Mix)¹
- The Yelling – Blood on the Steps¹
- The Jane Shermans – I Walk Alone¹

¹ Songs nach Kauf von Grand Theft Auto IV: The Lost and Damned und Grand Theft Auto: Episodes from Liberty City.

³ Songs wurden durch ein Update entfernt

### San Juan Sounds
DJ: Daddy Yankee & Henry Santos Jeter²

Genre: Reggaeton, Latin
Tracks:
- Calle 13 – Atrévete-te-te
- Daddy Yankee – Impacto (Explicit)
- Hector El Father – Maldades
- Voltio ft. Jowell & Randy – Pónmela
- Don Omar – Salió El Sol
- Wisin & Yandel – Sexy Movimiento
- Tito El Bambino ft. Jowell, Randy, & De La Ghetto – Siente El Boom (Remix)
- Angel y Khriz – Ven Bailalo (Original)³
- Ivy Queen – Dime(Bachata Remix)²
- Aventura – El Desprecio²
- Fulanito – Guallando²
- Tego Calderón ft. Oscar D’León – Llora, Llora²
- Wisin & Yandel ft. DJ Nesty – Me Estás Tentando²
- Angel & Khriz ft. Gocho & John Eric – Na De Na²
- Elvis Crespo – Suavemente²
- Don Omar – Virtual Diva²

² Songs nach Kauf von Grand Theft Auto: The Ballad of Gay Tony und Grand Theft Auto: Episodes from Liberty City

³ Songs wurden durch ein Update entfernt

### Tuff Gong Radio
Nicht in Grand Theft Auto: Episodes from Liberty City enthalten
DJ: Carl Bradshaw

Genre: Reggae, Dub
Tracks:
- Stephen Marley – Chase Dem
- The Wailers – Concrete Jungle (The Unreleased Original Jamaican Version)
- Bob Marley & the Wailers – Pimper's Paradise
- Bob Marley & the Wailers – Rat Race
- Bob Marley & the Wailers – Rebel Music (3 O'Clock Roadblock)
- Bob Marley & the Wailers – Satisfy My Soul
- Bob Marley & the Wailers – So Much Trouble in the World
- The Wailers and Damian Marley – Stand Up Jamrock
- Bob Marley & the Wailers – Wake Up & Live (Parts 1 & 2)

### The Vibe 98.8
Nicht in Grand Theft Auto: Episodes from Liberty City enthalten
DJ: Vaughn Harper

Genre: Soul, R&B
Tracks:
- R. Kelly – Bump n' Grind
- Mtume – C.O.D. (I'll Deliver)³
- Alexander O’Neal – Criticize
- RAMP – Daylight
- The Isley Brothers – Footsteps in the Dark
- Jodeci – Freek'n You
- Lloyd – Get It Shawty
- Jill Scott – Golden
- Loose Ends – Hangin' on a String (Contemplating)
- Freddie Jackson – Have You Ever Loved Somebody
- Dru Hill – In My Bed (So So Def remix)
- Marvin Gaye – Inner City Blues (Make Me Wanna Holler)
- Minnie Riperton – Inside My Love
- Barry White – It's Only Love Doing Its Thing
- C.J. – I Want You
- The SOS Band – Just Be Good to Me
- Ginuwine – Pony
- Raheem DeVaughn – You
- Ne-Yo – Because of You

³ Songs wurden durch ein Update entfernt

### Vladivostok FM
DJ: Ruslana and DJ Paul²

Genre: Osteuropäische Popmusik/House², Dance²
Tracks:
- Kino – Группа крови³ (Gruppa Krovi / Blood type)
- Marakesh – Ждать³ (Zhdat' / To Wait)
- Zveri – Квартира³ (Kvartira / The Flat)
- Seryoga – King Ring³
- Seryoga – Liberty City: The Invasion (Вторжение)
- Splean – Линия жизни³ (Liniya Zhizni / Lifeline)
- Basta – Мама³ (Mama / Mother)
- Leningrad – Никого не жалко³ (Nikogo ne Zhalko / A pity for no one)
- Ranetki – О тебе³ (O Tebe / About You)
- Dolphin – РЭП³ (RAP / Rap)
- Glukoza – Швайне³ (Schweine / (deutsch) Pigs)
- Ruslana – Wild Dances (Ukrainian FM Version)³
- Oleg Kvasha – Зеленоглазое такси³ (Zelenoglazoe Taksi / GreenEyed Taxi) (Club Remix)
- Marly – You Never Know (Morjac Extended Mix)²
- Jonathan Peters ft. Maya Azucena – Music² ³
- Booty Luv – Boogie 2Nite (Seamus Haji Big Love Mix)²
- David Morales (ft. Lea-Lorien) – How Would U Feel²
- Steve Mac – Lovin' You More (Freemasons Vocal Club Mix)²
- Sucker DJs – Salvation (eSQUIRE Mix)² ³
- StoneBridge (ft. Therese) – Put 'Em High (JJ's Club Mix)²
- Shape:UK – Lola's Theme²
- Freemasons (ft. Amanda Wilson) – Love on My Mind²
- Soulsearcher – Can't Get Enough²
- Michael Gray – The Weekend²
- J Majik & Wickaman – Crazy World (Fonzerelli Mix)²
- Hook n Sling – The Best Thing²
- Eric Prydz – Pjanoo²
- David Guetta feat. Kelly Rowland – When Love Takes Over (Original Extended)² ³
- Riffmaster – Бегу! (Rancho Song)⁴ (Begu! / Running!)
- Delice – Горячее лето⁴ (Goryacheye Leto / Hot summer)
- Kievelektro ft. Alyona Vinnitskaya – Гуляй, славяне!⁴ (Gulyaj, Slavyane! / Go slavs!)
- Seryoga – Добавь скорость⁴ (Dobav' Skorost' / Add speed)
- Seryoga ft. Max Lorens – Mon Ami⁴
- Zhenya Fokin – Ночью⁴ (Noch'ju / At night)
- Ayvengo – Репрезенты⁴ (Reprezenty / Representatives)
- Riffmaster – Riffmaster Tony⁴
- Ayvengo – Underground⁴
- Seryoga – Чики⁴ (Chiki / Chicks)
- Aleksey Bolshoy – Я ненавижу караоке⁴ (Ya Nenavizhu Karaoke / I hate karaoke)

² Songs nach Kauf von Grand Theft Auto: The Ballad of Gay Tony und Grand Theft Auto: Episodes from Liberty City

³ Songs wurden durch ein Update entfernt

⁴ Songs wurden mit einem Update hinzugefügt
Die folgenden Songs sind nicht im Spiel verfügbar, sie sind aber auf der Soundtrack-CD dieses Senders vorhanden.
- Max Lorens – Схожу с ума (Shozhu s uma / Losing my mind)
- Dyshi – Взгляни на небо (Vzglyani na nebo / Look to the Sky)
- Quest Pistols – Мама (Mama / Mother)

### RamJam FM
Nur in Grand Theft Auto: Episodes from Liberty City enthalten
DJ: David Rodigan

Genre: Reggae
Tracks:
- Barrington Levy – Don't Fuss (AKA Sweet Reggae Music)
- Ini Kamoze – Out of Jamaica
- Damian Marley – Holiday
- The Morwells & Prince Jammy – Jammin' for Survival
- John Holt (feat. Sizzla) – Police in Helicopter
- Sugar Minott – Hard Time Pressure
- Desmond Dekker – 007 (Shanty Town)
- Major Lazer (ft. Turbulence) – Anything Goes
- Prince Jammy – Jammy A Shine
- Toots & the Maytals – 54-46 Was My Number
- Frankie Paul – Worries in the Dance
- Mr. Vegas – Mus Come a Road

### Self-Actualization FM
Nur in Grand Theft Auto: Episodes from Liberty City enthalten
DJ: Audrey

Genre: Ambient, Chill Out
Tracks:
- The Orb – A Huge Ever Growing Pulsating Brain That Rules from the Centre of the Ultraworld (Live Mix MK10)
- Alpha Wave Movement – Artifacts & Prophecies
- Autechre – Bike
- Larry Heard – Cosmology Myth
- Chilled by Nature – Go Forward (Love Bubble Mix)
- Tom Middleton – Moonbathing
- Alucidnation – Skygazer (3002) (Remix)
- Pete Namlook and Klaus Schulze (ft. Bill Laswell) – V/8 Psychedelic Brunch

### Vice City FM
Nur in Grand Theft Auto: Episodes from Liberty City enthalten
DJ: Fernando Martínez

Genre: 1980er Pop & Rock
Tracks:
- Neneh Cherry – Buffalo Stance
- Swing Out Sister – Breakout
- Robbie Nevil – C'est La Vie³
- Roachford – Cuddly Toy (Feel for Me)
- Narada Michael Walden – Divine Emotions
- Five Star – Find the Time
- T'Pau – Heart and Soul
- Mai Tai – History³
- Nu Shooz – I Can't Wait
- Texas – I Don't Want a Lover
- Marillion – Kayleigh
- Hue and Cry – Labour of Love
- Climie Fisher – Love Changes (Everything)
- Hall & Oates – Maneater
- Curiosity Killed the Cat – Misfit
- Coldcut & Lisa Stansfield – People Hold On
- Level 42 – Something About You
- Jeffrey Osborne – Stay With Me Tonight
- Womack & Womack – Teardrops³
- Roxette – The Look
- Re-Flex – The Politics of Dancing
- 'Til Tuesday – Voices Carry
- Boy Meets Girl – Waiting for a Star to Fall
- Prefab Sprout – When Love Breaks Down
- Terence Trent D'Arby – Wishing Well
- Wet Wet Wet – Wishing I Was Lucky
- Scritti Politti – Wood Beez (Pray Like Aretha Franklin)³
- John Farnham – You're the Voice³

³ Songs wurden durch ein Update entfernt

### Independence FM
In der PC-Version existiert der zusätzliche Sender Independence FM, über den der Spieler eigene Musik hören kann. Dazu müssen mp3-Dateien oder Verknüpfungen zu mp3-Dateien in den Grand-Theft-Auto-IV-User-Ordner kopiert werden.

## Radiosender (Talkradio)
Diese Radiosender spielen keine Musik, sondern nur gesprochenes Programm.

### Integrity 2.0
Moderator: Lazlow
Dieser Sender begleitet Lazlow auf seiner Reise nach Liberty City und erzählt Geschichten rund um Lazlows Leben. Während des Programms interviewt er einen Perversen, einen Hot Dog Verkäufer, einen Taxifahrer und einen Künstler, der ein Musikvideo über Regen dreht. Er unterhält sich auch mit diversen Personen, unter anderem nennen sie ihn ein Arschloch, sagen ihm, dass er leiser sprechen soll oder dass er ein alter Mann ist.
Der Sender ist erst mit der Öffnung der Brücken nach Algonquin verfügbar, vorher berichten schon die Radio-Nachrichten häufig über eine Rückkehr Lazlows. Damit ist Integrity 2.0 der erste Radiosender in der GTA-Reihe, der im Verlaufe des Spiels freigeschaltet wird.

### PLR – Public Liberty Radio
Programm: The Séance

Moderator: Beatrix Fontaine (Ilyana Kadushin)
Programm: Pacemaker

Moderator: Ryan McFallon (Bryan Tucker)
Programm: Intelligent Agenda

Moderator: Mike Riley (Brian Sack)
PLR ist politisch gesehen links (in Amerika „liberal“) gerichtet und steht damit in Kontrast zu WKTT – We Know The Truth. Damit wird die Rivalität zwischen den zwei verschiedenen politischen Lagern in den USA (liberal contra conservative) charakterisiert und persifliert. Das Programm beinhaltet ausschließlich Call-in-Formate zu verschiedenen gesellschaftlichen und politischen Themen, u. a. ein Esoterik-Programm (The Séance) und Talkshows.

### WKTT – We Know The Truth
Programm: Richard Bastion Show

Moderator: Richard Bastion (portrayed by Jason Sudeikis)
Programm: Just or Unjust

Moderator: Judge Grady (Michael-Leon Wooley)
Programm: Fizz!

Moderator: Jane Labrador (Melinda Wade), Marcel LeMuir (voiced by Fez Whatley), Jeffron James (voiced by Patrice O’Neal)
Programm: The Martin Serious Show

Moderator: Martin Serious, Lisa Lynn, Mark the Manager, Smithy the Stunt Boy (East Side Dave MacDonald of the Ron and Fez Show)

nur in Grand Theft Auto IV: The Lost and Damned und Grand Theft Auto: Episodes from Liberty City.
Programm: Conspire

Moderator: John Smith

nur in Grand Theft Auto: The Ballad of Gay Tony und Grand Theft Auto: Episodes from Liberty City
WKKT ist eine Parodie auf die konservativen Talkradios in den USA und das „Gegenstück“ zum PLR („liberal media“). Zum Programm gehört die Richard Bastion Show, eine rechtsgerichtete Talkshow mit Telefon-Anrufer, die die Sendung von Rush Limbaugh parodiert, die Radio-Gerichtsshow Just or Unjust und das Radio-Boulervardmagazin Fizz. In GTA: Episodes of Liberty City kommt noch The Martin Serious Show, eine Parodie auf The Howard Stern Show, und Conspire, eine Sendung, die Verschwörungstheorien behandelt, dazu.
Rockstar Games startete vor Veröffentlichung von GTA IV eine Promotion-Aktion und stellte eine Internetseite ins Internet, die sich auf diesen Radiosender bezog. Auf der Homepage wurde eine Telefonnummer hinterlegt, die man anrufen konnte. Rief man dann die Nummer an, so hatte man die Chance, mit seiner Stimme im späteren GTA IV enthalten zu sein, und auf dem Sender zusammen mit einem Moderator zu reden.

## Andere in-game Musik
Die folgenden Songs können nicht über eine Radiostation gehört werden, sie laufen in den Videosequenzen und in einigen Gebäuden.

### Musik in Gebäuden
- Don Omar – Dale Don Dale (Buyer's Market)
- Rick James – Come Into My Life (Strip Club)
- Goldfrapp – Ooh La La (Strip Club)
- Mystikal – Shake Ya Ass (Strip Club)
- Rick Ross – Hustlin'  (Katt Williams' Comedy-Programm)
- Niall Toner – A Real Real (Darts)
- Killian’s Angels – Celtic High Step (Darts)
- Locatelli – Concerto grosso in C minor – Largo (Stubbs's Gentleman's Club)

### Radio Werbung
- Murderdolls – Dead in Hollywood (Eröffnungsriff während Werbung im Liberty Rock Radio)
- Type O Negative – I Don't Wanna Be Me (Eröffnungsriff während Werbung im Liberty Rock Radio)
- Korn – No Way (Eröffnungsriff während Werbung im Liberty Rock Radio)
- Michael Jackson – Another Part of Me (Eröffnungsriff während Werbung im Vice City FM)

### Credits Theme
- Michael Hunter – Soviet Connection – The Theme from Grand Theft Auto IV

Von diesem Theme gibt es mehrere Abwandlungen und Remixe.
- Stuart Hart – The Lost and Damned Theme
- Aaron Johnston, Jesse Murphy, and Avi Bortnick – The Ballad of Gay Tony Theme